# Hassan Esmaeil Elmkhah
Hassan Esmaeil Elmkhah (* 30. Dezember 1936 in Teheran; † 1989 ebenda; persisch حسن اسماعیل علم خواه) war ein iranischer Gewichtheber und Teilnehmer an den Olympischen Sommerspielen 1960 in Rom.
Nach dem Gewinn der Silbermedaille im Fliegengewicht (52 kg) bei den Asienspielen des Jahres 1958 in Tokio, wo er vier neue Weltrekorde aufstellte, nahm er an den Olympischen Spielen 1960 in Rom teil. Bei diesen Spielen trat er in der Gewichtsklasse Bantamgewicht (56 kg) an und wurde mit insgesamt 330 kg hinter Yoshinobu Miyake (Japan) Dritter und gewann somit die Bronzemedaille.